# Lance Reddick
Lance Solomon Reddick (ur. 7 czerwca 1962 w Baltimore, zm. 17 marca 2023 w Los Angeles) – amerykański aktor teatralny, filmowy i telewizyjny.

## Życiorys

### Wczesne lata
Urodził się w Baltimore w stanie Maryland w zamożnej rodzinie jako syn Dorothy Gee i Solomona Reddicka. Jego ojciec był prawnikiem. Lekcje gry na fortepianie rozpoczął dość wcześnie i aspirował do bycia kompozytorem muzyki klasycznej. Jako nastolatek uczęszczał do Peabody Preparatory Institute i ukończył letni program z teorii muzyki i kompozycji w Walden School. Po uzyskaniu tytułu bakalaureat w Eastman School of Music w Rochester, w latach 80. przeniósł się do Bostonu w Massachusetts, aby w 1991 rozpocząć naukę w szkole dramatycznej na Uniwersytecie Yale. Reddick ostatecznie ukończył Yale z tytułem magistra sztuk pięknych.

### Kariera
W sezonie artystycznym 1993/1994 wystąpił w zastępstwie na Broadwayu jako Belize-Pan Bajer w sztuce Tony’ego Kushnera Anioły w Ameryce. W 1996 pojawił się po raz pierwszy na ekranie w roli Oscara Griffina w jednym z odcinków serialu kryminalnego Fox Oblicza Nowego Jorku (New York Undercover) z Malikiem Yobą. Następnie grał w wielu popularnych i nagradzanych serialach, w tym HBO Prawo ulicy (The Wire, 2002–2008) w roli Cedrica Danielsa z Departamenu Policji w Baltimore, HBO Oz (2000–2001) jako detektyw Johnny Basil, CBS CSI: Kryminalne zagadki Miami (2005–2006) jako agent FBI David Park, CBS Wzór (Numb3rs, 2007) jako porucznik Steve Davidson czy ABC Zagubieni (Lost, 2008–2009) jako Matthew Abaddon, pracownik Charlesa Widmore’a (Alan Dale), organizator misji na Wyspę, której celem jest ujęcie Bena (Michael Emerson). Wziął udział w teledysku rapera Jaya-Z, nagranym z gościnnym udziałem wokalistki Beyoncé Knowles „’03 Bonnie & Clyde” (2003). W 2006 rola Floyda Bartona w sztuce Augusta Wilsona Seven Guitars wystawianej na Off-Broadwayu przyniosła mu nominację do nagrody Audience Development Committee. Za rolę agenta Phillipa Broylesa w serialu FOX Fringe: Na granicy światów (2008–2013) i jako zastępca szefa Irvin Irving w serialu Prime Video Bosch (od 2014) zdobył nominację do Nagrody Saturna w kategorii najlepszy drugoplanowy aktor telewizyjny. Reddick przyznał, że po przeczytaniu scenariusza Fringe pomyślał, że „jeżeli istnieje jakaś rola stworzona dla niego, to jest nią właśnie ta”. Zagrał także Zeusa w Percy Jackson i bogowie olimpijscy.
Występował w filmach takich jak Oldboy. Zemsta jest cierpliwa (2013), Świat w płomieniach (2013), Gość (2014) czy John Wick (2014).
Podkładał głos w grach komputerowych: 50 Cent: Blood on the Sand (2009), Destiny (2014), Payday 2 (2017), Horizon Zero Dawn (2017) i Horizon Forbidden West (2022). Był producentem filmu krótkometrażowego Spoken Word (2016), dreszczowca St. Sebastian oraz serii fantastycznonaukowej Dr0ne (2012).

## Życie prywatne
W czerwcu 2011 ożenił się ze Stephanie Diane Day. Mieli dwoje dzieci: Yvonne Nicole i Christophera.
Zmarł 17 marca 2023 w swojej posiadłości w Los Angeles.